# Apol·lodor d'Artemita
Apol·lodor d'Artemita (en grec Ἀπολλόδωρος, i per distingir-lo d'altres del mateix nom se li afegeix l'adjectiu ètnic Ἀρτεμίτας o Ἀρτεμιτηνός), nascut a Artemita d'Apol·linatis, va ser un escriptor que va deixar un important treball sobre Pàrtia, al qual es refereix Estrabó i també Ateneu de Nàucratis, que menciona el quart llibre d'aquesta obra.
L'època en què va viure es desconeix, però potser era al segle ii aC. També es pensa que va ser l'autor d'una història de Cària que cita Esteve de Bizanci.